# Лікарня при Микільському Больницькому монастирі

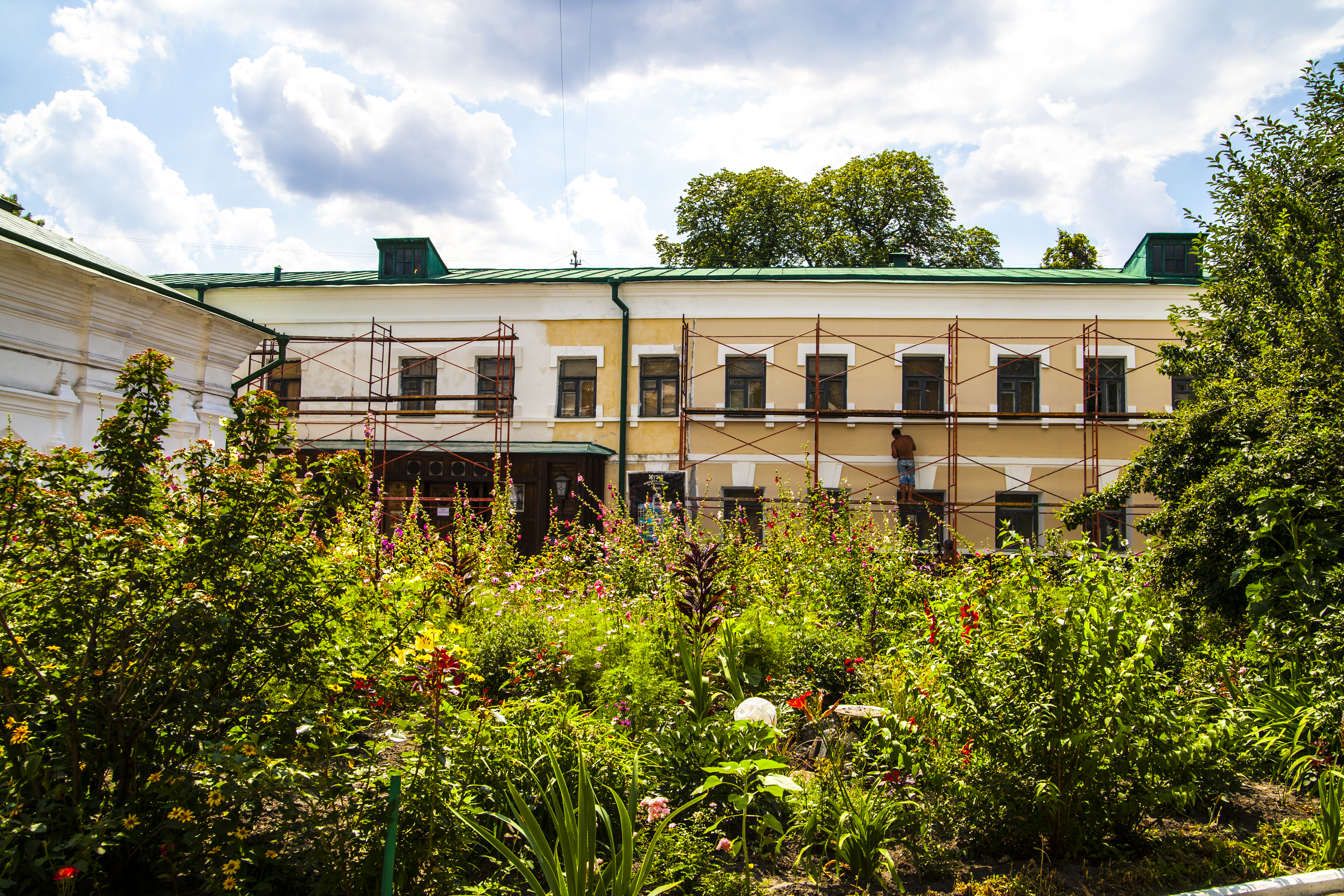
Корпус № 26

Братська лікарня, корпус № 26 — будівля колишньої монастирської лікарні на території комплексу Києво-Печерської лаври у Києві, побудована 1842 і розширена 1860 року. Має статус пам'ятки архітектури місцевого значення. Нині у будівлі діє Музей театрального, музичного та кіномистецтва України.

## Історія
Корпус лікарні був побудований у 1842 році за проектом архітектора П. І. Спарро.
У 1860 році лікарня була розширена шляхом добудови. В той час вона нараховувала 32 ліжка для хворих, за рік тут лікувалося 400 осіб. У штаті було декілька фельдшерів, обслуга — монахи й послушники, приміщення для них знаходилось при лікарні.
У 1861 році на другому поверсі була збудована й освячена тепла церква Божої Матері «Всіх скорботних радості». У приміщенні цього храму здійснювалася найраніше з усіх лаврських літургій, під час якої хворі мали змогу причаститися Святими Дарами.
Після ремонтних робіт у 1913 році в лікарні розташували притулок для осіб духовного звання похилого віку.

## Архітектура
Головний фасад будівлі вирішено у формах пізнього класицизму. Лівим торцем корпус примикає до Церкви святого Миколи, закриваючи частину її північного фасаду.